# سیروس ابراهیم‌زاده
سیروس ابراهیم‌زاده (زاده ۱۳۱۶ در اردبیل) بازیگر سینما، تلویزیون و تئاتر ایران است. او دارای کارشناسی ارشد تئاتر از انگلستان است.

## زندگی
وی در سال ۱۳۱۶ در اردبیل متولد شد. پس از تحصیلات مقدماتی در ایران در رشته زبان و ادبیات انگلیسی از دانشگاه تهران جهت تحصیل در رشته تئاتر عازم انگلستان گردید؛ و همزمان در رشته موسیقی دانشگاه بیرمنگام فارغ‌التحصیل گردید.
در شهریور ۱۳۹۶ در مراسم نکوداشت‌های نوزدهمین جشن سینمای ایران در تالار ایوان شمس، از سیروس ابراهیم‌زاده تجلیل شد.

## کارِ هنری
او فعالیتش را از سال ۱۳۴۶ در تلویزیون و رادیو شروع کرد. بازی در فیلم حسن کچل به کارگردانی علی حاتمی نخستین تجربه سینمایی اوست. از جمله فعالیت‌های وی در تئاتر می‌توان به نمایش‌های «اتللو»، «جعفر خان از فرنگ برگشته»، «ملیحه» و … اشاره کرد.

## فیلم‌شناسی

### تئاتر
- اتللو
- جعفر خان از فرنگ برگشته
- ملیحه

### سینما
1. تاکسی نارنجی (۱۳۸۷) - (ابراهیم وحیدزاده)
2. سوغات فرنگ (فیلم ۱۳۸۵) (۱۳۸۵) - (کامران قدکچیان)
3. مقلد شیطان (۱۳۸۵) - (افشین صادقی)
4. تله (۱۳۸۴) - (سیروس الوند)
5. شام عروسی (۱۳۸۴) - (ابراهیم وحیدزاده)
6. تردست (۱۳۸۳) - (محمدعلی سجادی)
7. عروس فراری (۱۳۸۳) - (بهرام کاظمی)
8. مکس (۱۳۸۳) - (سامان مقدم)
9. شمعی در باد (۱۳۸۲) - (پوران درخشنده)
10. عشق فیلم (۱۳۸۱) - (ابراهیم وحیدزاده)
11. دلبران (۱۳۷۹) - (ابوالفضل جلیلی)
12. مسافر ری (۱۳۷۹) - (داوود میرباقری)
13. مومیایی ۳ (۱۳۷۸) - (محمدرضا هنرمند)
14. ساغر (۱۳۷۶) - (سیروس الوند)
15. هتل کارتن (۱۳۷۵) - (سیروس الوند)
16. چهره (۱۳۷۴) - (سیروس الوند)
17. همسر (۱۳۷۲) - (مهدی فخیم‌زاده)
18. شکوه بازگشت (۱۳۷۱) - (سیروس مقدم)
19. مجسمه (۱۳۷۱) - (ابراهیم وحیدزاده)
20. برخورد (۱۳۷۰) - (سیروس الوند)
21. تحفه‌ها (۱۳۶۶) - (ابراهیم وحیدزاده)
22. کمال‌الملک (۱۳۶۲) - (علی حاتمی)
23. ستارخان (۱۳۵۱) - (علی حاتمی)
24. صمد و سامی، لیلا و لیلی (۱۳۵۱) - (پرویز صیاد)
25. صمد و قالیچه حضرت سلیمان (۱۳۵۰) - (پرویز صیاد)
26. حسن کچل (۱۳۴۹) - (علی حاتمی)

### تلویزیون
| سال       | نام                             | سمت                       | کارگردان                | توضیحات                                 |
| --------- | ------------------------------- | ------------------------- | ----------------------- | --------------------------------------- |
| ۱۳۹۴      | تله‌فیلم «شاه‌کلید»               | بازیگر تهیه‌کننده          | سامان مقدم              | شبکه ۱                                  |
| ۱۳۹۰–۱۳۸۹ | ساختمان پزشکان                  | بازیگر                    | سروش صحت                | شبکه ۳                                  |
| ۱۳۸۹      | تله‌فیلم «پسر ارشد من»           | بازیگر                    | سعید اسدی               | شبکه ۳                                  |
| ۱۳۸۹–۱۳۸۸ | آشپزباشی                        | بازیگر                    | محمدرضا هنرمند          | شبکه یک                                 |
| ۱۳۸۸      | تله‌تئاتر «شایعه»                | بازیگر                    | داوود رشیدی             | کارگردان تلویزیونی: «مسعود فروتن»       |
| ۱۳۸۸      | خسته‌دلان                        | بازیگر                    | سیروس الوند             | شبکه ۱                                  |
| ۱۳۸۷      | تله‌فیلم «یک بام و دو هوا»       | بازیگر                    | انوشیروان حداد          |                                         |
| ۱۳۸۷      | تله‌فیلم «بازی»                  | بازیگر                    | سروش صحت                |                                         |
| ۱۳۸۴      | تله‌فیلم «اسب»                   | بازیگر                    | بابک محمدی              |                                         |
| ۱۳۸۴–۱۳۸۳ | حس سوم                          | بازیگر                    | مهدی فخیم‌زاده           | شبکه دو                                 |
| ۱۳۸۳–۱۳۸۲ | کاکتوس - سری سوم                | بازیگر                    | محمدرضا هنرمند          | شبکه یک                                 |
| ۱۳۸۰      | تله‌تئاتر «زارع شیکاگو»          | کارگردان هنری             | سیروس ابراهیم‌زاده       | کارگردان تلویزیونی: «مسعود فروتن»       |
| ۱۳۷۹      | خانه ما                         | بازیگر                    | مسعود کرامتی            | شبکه سه                                 |
| ۱۳۷۹      | کاکتوس - سری دوم                | بازیگر                    | محمدرضا هنرمند          |                                         |
| ۱۳۷۹–۱۳۷۵ | ولایت عشق                       | بازیگر                    | مهدی فخیم‌زاده           | شبکه یک                                 |
| ۱۳۷۹–۱۳۷۸ | قصه‌های شهرک سینمایی             | بازیگر                    | بابک محمدی              |                                         |
| ۱۳۷۷      | کاکتوس - سری اول                | بازیگر                    | محمدرضا هنرمند          | شبکه یک                                 |
| ۱۳۷۸–۱۳۷۷ | زیر بازارچه                     | بازیگر                    | رضا ژیان                | در تعطیلات نوروز از شبکه ۲ پخش شد.      |
| ۱۳۷۵–۱۳۷۴ | تنهاترین سردار                  | بازیگر                    | مهدی فخیم‌زاده           | شبکه یک                                 |
| ۱۳۶۹      | آرایشگاه زیبا                   | بازیگر مهمان              | مرضیه برومند            | شبکه دو                                 |
| ۱۳۶۹      | عطر گل یاس                      | بازیگر                    | بهمن زرین‌پور            | از شبکه ۱ پخش شد.                       |
| ۱۳۶۷      | گالش‌های مادربزرگ                | بازیگر                    | بهمن زرین‌پور            | در نوروز ۱۳۶۸ از شبکه ۱ پخش شد.         |
| ۱۳۶۵–۱۳۶۴ | سایهٔ همسایه                     | بازیگر                    | اسماعیل خلج             |                                         |
| ۱۳۶۴      | تله‌تئاتر «زارع شیکاگو»          | کارگردان هنری و تهیه‌کننده | سیروس ابراهیم‌زاده       | کارگردان تلویزیونی: «فرزاد هدایتی زاده» |
| ۱۳۶۳      | مجموعه عروسکی 《هاچین و واچین》 | کارگردان هنری             | سیروس ابراهیم زاده      | گروه کودک و نوجوان شبکه ۲               |
| ۱۳۵۹      | تله‌تئاتر «دم قیچی»              | تهیه‌کننده                 | ؟                       |                                         |
| ۱۳۵۴      | تله‌تئاتر «رابطه»                | کارگردان هنری             | سیروس ابراهیم‌زاده       |                                         |
| ۱۳۵۳      | اختاپوس                         | بازیگر                    | پرویز صیاد پرویز کاردان |                                         |
| ۱۳۵۱      | تله‌تئاتر «شب شگفت‌انگیز»         | بازیگر                    | پرویز کاردان            | بر اساس نمایشنامه‌ای از «اسلاومیر مروژک» |
| ۱۳۴۹      | تله‌تئاتر «تیارت فرنگی»          | کارگردان هنری             | سیروس ابراهیم‌زاده       | «اکبر زنجانپور» در آن بازی کرده بود.    |